# CP-615,003
CP-615,003 là một loại thuốc hoạt động như một chất chủ vận từng phần chọn lọc phụ ở GABA<sub id="mwCA">A</sub>, và được Pfizer phát triển như một thuốc giải lo âu tiềm năng; tuy nhiên, thâm nhập hàng rào máu não kém khiến nó chủ yếu hữu ích như một phối tử nghiên cứu.